# Люцоніт
Люцоні́т (рос. люцонит, англ. luzonite, нім. Luzonit m) — рідкісний мінерал, модифікація енаргіту, арсенова сульфосіль міді координаційної будови. Назва походить від острова Лусон (Філіппінські о-ви), J. A. Weisbach, 1874.

## Опис

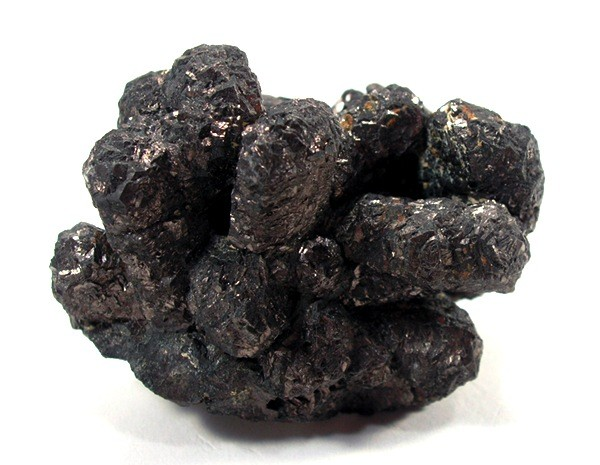
Енаргіт з люцонітом

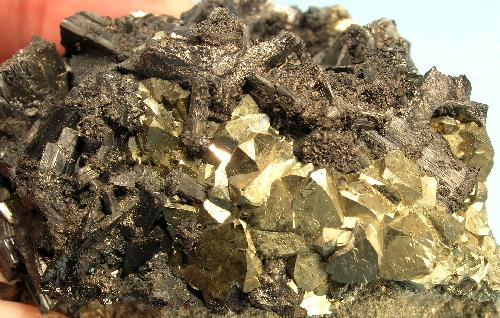
Зросток енаргіту, люцоніту і піриту

Хімічна формула: Cu3AsS4. Містить (%): Cu — 48,42; As — 19,02; S — 34,56.
Сингонія тетрагональна.
Форми виділення: зернисті агрегати та окремі дрібні зерна.
Спайність не спостерігається.
Густина 4,48. Твердість 3,50—3,75.
Колір рожево-сірий. Риса чорна. Блиск металічний. Непрозорий.
Анізотропний.
Знаходиться у тісному проростанні з піритом, бляклими рудами, халькопіритом.
Зустрічається в малих кількостях у мідних родовищах. Рідкісний.